# Mononeda marginata
Mononeda marginata is een keversoort uit de familie van de lieveheersbeestjes (Coccinellidae). De wetenschappelijke naam is voor gepubliceerd in 1767 door Linnaeus.